# Róża Etkin
Róża Etkin-Moszkowska (ur. 1908 w Warszawie, zm. 16 stycznia 1945 tamże) – polska pianistka oraz kameralistka, pedagog żydowskiego pochodzenia, laureatka III nagrody na I Międzynarodowym Konkursie Pianistycznym im. Fryderyka Chopina w Warszawie.

## Życiorys
Urodziła się w 1908 w wielodzietnej rodzinie polskich Żydów, jako córka Lejba Etkina i Sary z domu Milewskiej. Już jako dziecko, mając kilka lat oraz będąc wybitnie utalentowaną, rozpoczęła naukę gry na fortepianie. Mając niespełna 10 lat została uczennicą Wyższej Szkoły Muzycznej im. Fryderyka Chopina w Warszawie, w klasie wybitnego pianisty i pedagoga Aleksandra Michałowskiego. 
Jej debiut koncertowy przypadł 20 czerwca 1920, kiedy miała dwanaście lat. W 1924 wystąpiła z orkiestrą Filharmonii Warszawskiej pod dyrekcją Grzegorza Fitelberga, wykonując III koncert fortepianowy d-moll op. 30, Siergieja Rachmaninowa. Wiosną 1926 wystąpiła po raz kolejny w Filharmonii Warszawskiej, gdzie wykonała Koncert fortepianowy Es-dur nr 1 (S. 124) Ferenca Liszta, a jesienią tegoż roku Koncert fortepianowy d-moll (BWV 1052) Johanna Sebastiana Bacha, które wysoko zostały ocenione przez krytyków muzycznych i publiczność. Rozpoczęła wówczas przygotowania do występu w organizowanym po raz pierwszy Międzynarodowym Konkursie Pianistycznym im. Fryderyka Chopina w Warszawie, przygotowując się pod okiem prof. Michałowskiego, a następnie prof. Konserwatorium Warszawskiego Zbigniewa Drzewieckiego, który tak ją scharakteryzował:

Chłonność stylów, szybkość opanowania pamięciowego, niezależność techniki palcowej, chwytów i skoków akordowych była zdumiewająca.(...). Ręce miała właściwie niewielkie i wydawało się niepojęte, jak dawała sobie radę z wszelkimi trudnościami.

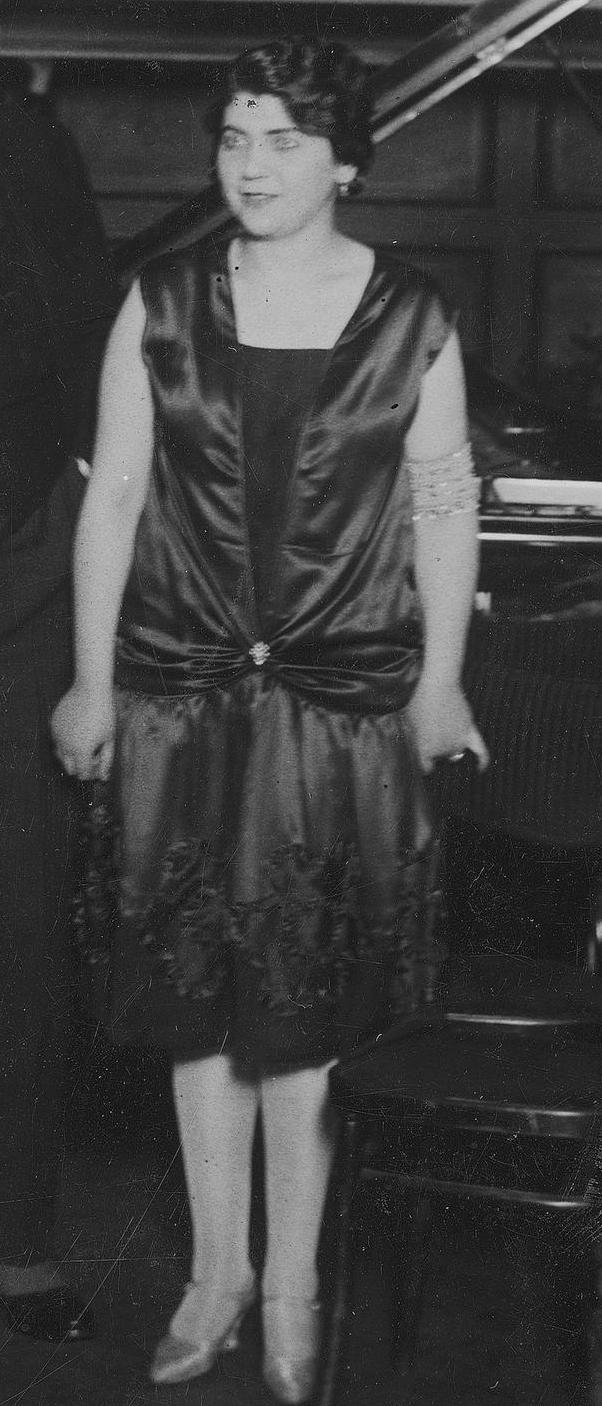
Róża Etkin na I Konkursie Chopinowskim w Warszawie

W 1927 wzięła udział w I Konkursie Chopinowskim, do którego przystąpiła jako najmłodsza uczestniczka. Dotarła wówczas do finału, w którym zagrała Koncert fortepianowy f-moll op. 21, Fryderyka Chopina, zajmując ostatecznie III miejsce. Prasa tak o jej występie się rozpisywała:

Teraz, w konkursie Etkinówna wybiła się na czoło polskiej grupy. Etkinówna grała koncert (f-moll) z doskonałem zrównoważeniem swego polotu, z opanowaniem wewnętrznej żywości, z pożądliwą gracją w kantylenie, zdrowym odruchem rytmiki, z błyskiem pasażowym i z brawurową lekkością techniki.

Konkurs zakończył się zwycięstwem Rosjanina Lwa Oborina, a Etkinównę wyprzedził drugi w kolejności jej rodak Stanisław Szpinalski. Po zakończeniu I Konkursu Chopinowskiego ukazało się wiele pochlebnych komentarzy dotyczących jej występu, m.in. w czasopiśmie „Ilustrowana Republika”:

Róża Etkinówna jest bezsprzecznie pianistką wysoce utalentowaną. To się wyczuło od razu, niemal od pierwszego uderzenia jej stalowych palców. Po doskonałem oddaniu nokturnów Chopina Fis-dur i Des-dur, miało się przekonanie, iż jest to wyjątkowo czuły organizm odtwórczy, artystka, która głęboko i szczerze potrafi oddać to, co stanowi niespożyte piękno tych dzieł. Róża Etkinówna posiada przytem zdolności techniczne, które pozwalają wróżyć tej młodej pianistce dużą karierę wirtuozowską. Jej gra ma rozmach i siłę, a znamionuje ją potęga wyrazu, jaką tylko dojrzali artyści wykazać umieją. Może tylko brakło chwilami jej grze głębszego pierwiastka uczuciowego, tego momentu zadumy i nastroju poetyckiego, ukrytego na dnie głębi muzy chopinowskiej.

W maju 1927 wyjechała do Berlina, gdzie podjęła studia pianistyczne w Klindworth-Scharwenka-Konservatorium w klasie Moritza Mayera-Mahra. W tym samym roku zadebiutowała w Berlinie (w sali im. Carla Bechsteina), a jej występ został bardzo wysoko oceniony przez publiczność oraz pochlebne recenzje prasowe. Muzykolog oraz krytyk muzyczny dr Hugo Leichtentritt tak wówczas pisał o jej występie:

Wyjątkowe wrażenie pozostawił po sobie pierwszy koncert Róży Etkin. Młoda artystka odznacza się najwyższymi atutami pianistycznymi: olśniewającym wirtuozostwem, porywającym temperamentem i wyjątkowo subtelną organizacją muzyczną. Chopina grała ona z największym wyrazem, a okazała się jednocześnie równie świetną odtwórczynią nowej muzyki (Ravel, Skriabin, Szymanowski).

Etkinówna występowała wielokrotnie również i w Polsce. Grała w audycjach Polskiego Radia, występowała na wieczorach Polskiego Towarzystwa Muzyki Współczesnej, systematycznie koncertowała w salach Filharmonii Warszawskiej czy Konserwatorium. Prowadziła również wykłady w Wyższej Szkole Muzycznej im. Fryderyka Chopina w Warszawie.
W stolicy Niemiec poznała architekta i rzeźbiarza Ryszarda Moszkowskiego (bratanka pianisty i kompozytora Maurycego Moszkowskiego), z którym wkrótce wzięła ślub. Po powrocie do Polski kontynuowała karierę koncertującej pianistki. Podczas II wojny światowej przebywała wraz z mężem w Warszawie (po aryjskiej stronie), gdzie ukrywała się w domach zaprzyjaźnionych Polaków. Zginęła 16 stycznia 1945 w niewyjaśnionych okolicznościach. Według relacji niektórych świadków, zabił ją granat wrzucony do piwnicy. Według innych, kryjówkę Moszkowskich zdradził dym z rozpalonego piecyka. Niemcy najprawdopodobniej aresztowali ukrywające się w bunkrze małżeństwo i rozstrzelali na Żoliborzu.

## Repertuar i dyskografia
W jej repertuarze pianistycznym znalazły się dzieła: Johanna Sebastiana Bacha, Ludwiga van Beethovena, Piotra Czajkowskiego, Fryderyka Chopina, Ferenca Liszta, Felixa Mendelssohn-Bartholdy'ego, Wolfganga Amadeusa Mozarta, Roberta Schumanna, Johannesa Brahmsa, czy też Maurice Ravela, Aleksandra Skriabina, Siergieja Rachmaninowa (II koncert fortepianowy c-moll op. 18 i III koncert fortepianowy d-moll op. 30), Karola Szymanowskiego (Wariacje na polski temat ludowy h-moll op. 10, 12 Etiud op. 33 i 20 Mazurków op. 50) i Bronisława Kapera (m.in. Sonata fortepianowa). 
Z pozostawionych przez nią nielicznych nagrań wydano kilka płyt z utworami wykonywanymi również przez innych pianistów.
| Albumy | |                |
| Rok    | Tytuł | Wydawca        |
| 1969   | The golden pages of Polish pianistic art. Volume 3, Aleksander Michałowski, Wanda Landowska, Janina Familier-Hepnerowa, Róża Etkinówna, Maria Barówna, Józef Śmidowicz, Jerzy Żurawlew, piano | Columbia Japan |
| 2007   | Hounds of Ecstasy, Vol. 2 - Historical Recordings of Scriabin | DiwClassics    |
| 2012   | The Great Polish Chopin Tradition: Michałowski vol. 3, Professor & Composer, Sofronicki, Etkin, Barówna, Szpilman & Marat                                                                     | Selene         |